# Naundorf, Nordsachsen
Naundorf là một đô thị trong huyện Nordsachsen, bang tự do Sachsen, nước Đức. Đô thị Naundorf, Nordsachsen có diện tích 36,89 km², dân số thời điểm ngày 31 tháng 12 năm 2005 là 2614 người.